# Saint-Médard-la-Rochette
Pour les articles homonymes, voir Saint-Médard et La Rochette.
Saint-Médard-la-Rochette est une commune française située dans le département de la Creuse, en région Nouvelle-Aquitaine.

## Géographie

### Généralités

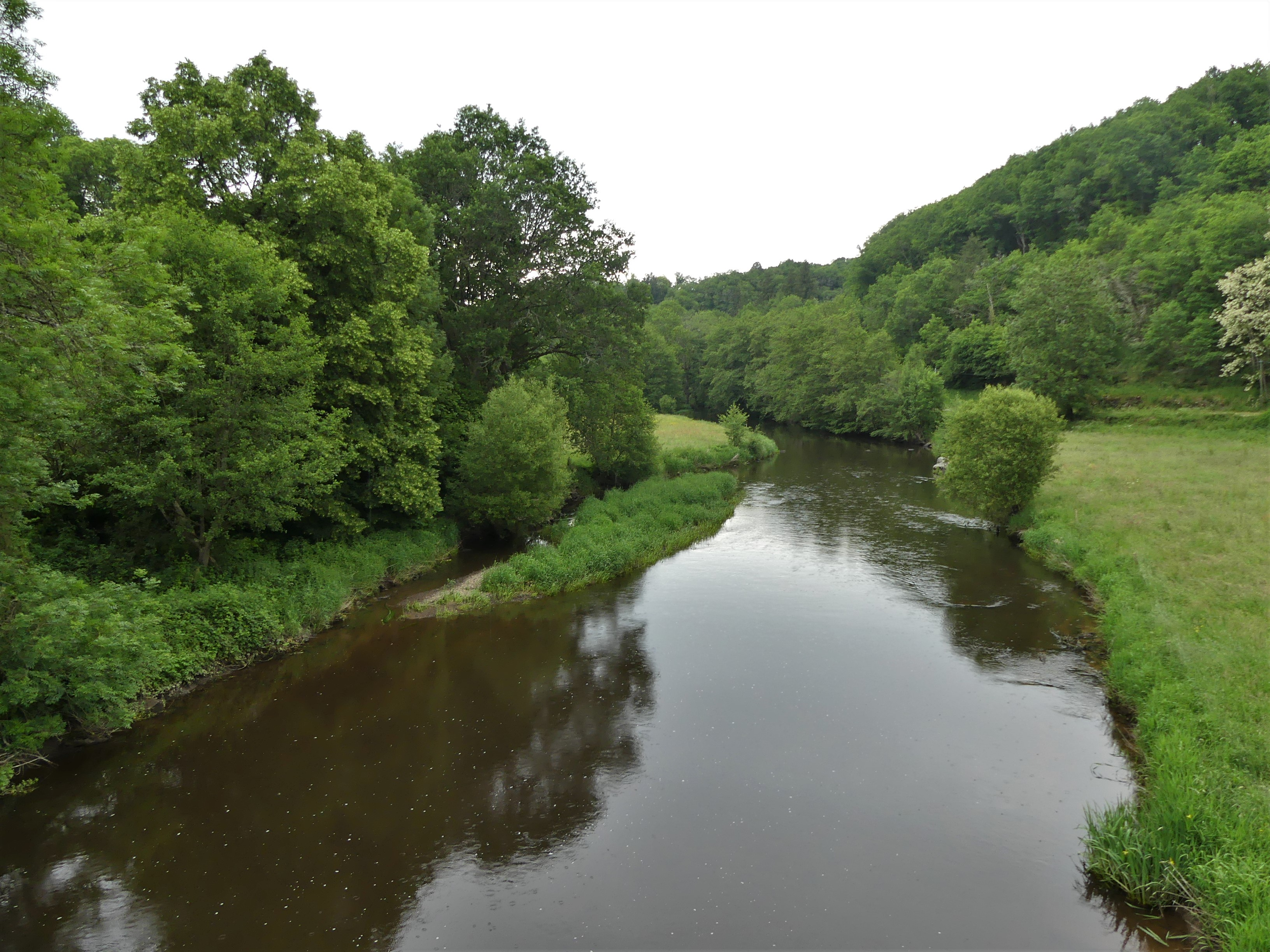
La Creuse à la Rochette.

Dans le centre du département de la Creuse, la commune de Saint-Médard-la-Rochette s'étend sur 38,92 km2. Elle est arrosée par la Creuse et par ses affluents, le Voutouéry et le Gône.
L'altitude minimale 379 mètres se trouve localisée au nord-est, au lieu-dit le Petit Champ, là où la Creuse quitte la commune et entre sur celle de Saint-Martial-le-Mont. L'altitude maximale avec 613 mètres est située à l'extrême sud-est, près du bois de Plagne, en limite de la commune de Saint-Maixant.
À un kilomètre de la route départementale (RD) 7, le bourg de Saint- Médard — où se trouve la mairie — est situé, en distances orthodromiques, dix kilomètres au nord d'Aubusson. Trois kilomètres et demi au sud-ouest de Saint-Médard se trouve le bourg de la Rochette
Le territoire communal est également desservi par les RD 18, 18A2, 39, 55A3, 942, 942A, 990 et 990A.

### Communes limitrophes

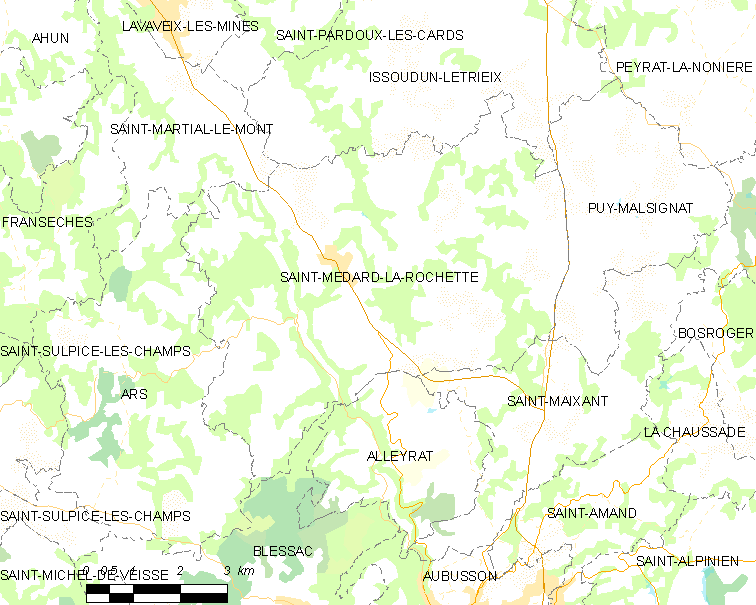
Carte de Saint-Médard-la-Rochette et des communes avoisinantes.

Saint-Médard-la-Rochette est limitrophe de sept autres communes.
| Saint-Martial-le-Mont | Issoudun-Létrieix        |               |
| Ars                   | Saint-Médard-la-Rochette | Puy-Malsignat |
| Blessac               | Alleyrat                 | Saint-Maixant |

### Climat
Pour des articles plus généraux, voir Climat de la Nouvelle-Aquitaine et Climat de la Creuse.
Historiquement, la commune est exposée à un climat montagnard.  
En 2020, Météo-France publie une typologie des climats de la France métropolitaine dans laquelle la commune est exposée à un climat de montagne et est dans la région climatique  Ouest et nord-ouest du Massif Central, caractérisée par une pluviométrie annuelle de 900 à 1 500 mm, maximale en automne et en hiver.
Pour la période 1971-2000, la température annuelle moyenne est de 10 °C, avec  une amplitude thermique annuelle de 14,9 °C. Le cumul annuel moyen de précipitations est de 1 044 mm, avec 12,5 jours de précipitations en janvier et 8,3 jours en juillet. Pour la période 1991-2020, la température moyenne annuelle observée sur la station météorologique la plus proche, située sur la commune d'Aubusson à 10 km à vol d'oiseau, est de 10,1 °C et le cumul annuel moyen de précipitations est de 939,1 mm,. Pour l'avenir, les paramètres climatiques de la commune estimés pour 2050 selon différents scénarios d’émission de gaz à effet de serre sont consultables sur un site dédié publié par Météo-France en novembre 2022.

## Urbanisme

### Typologie
Au 1er janvier 2024, Saint-Médard-la-Rochette est catégorisée commune rurale à habitat très dispersé, selon la nouvelle grille communale de densité à 7 niveaux définie par l'Insee en 2022.
Elle est située hors unité urbaine. Par ailleurs la commune fait partie de l'aire d'attraction d'Aubusson, dont elle est une commune de la couronne,. Cette aire, qui regroupe 34 communes, est catégorisée dans les aires de moins de 50 000 habitants,.

### Occupation des sols
L'occupation des sols de la commune, telle qu'elle ressort de la base de données européenne d’occupation biophysique des sols Corine Land Cover (CLC), est marquée par l'importance des territoires agricoles (69,3 % en 2018), en augmentation par rapport à 1990 (68,2 %). La répartition détaillée en 2018 est la suivante : 
prairies (54 %), forêts (29,9 %), zones agricoles hétérogènes (15 %), zones urbanisées (0,9 %), terres arables (0,3 %). L'évolution de l’occupation des sols de la commune et de ses infrastructures peut être observée sur les différentes représentations cartographiques du territoire : la carte de Cassini (XVIIIe siècle), la carte d'état-major (1820-1866) et les cartes ou photos aériennes de l'IGN pour la période actuelle (1950 à aujourd'hui).

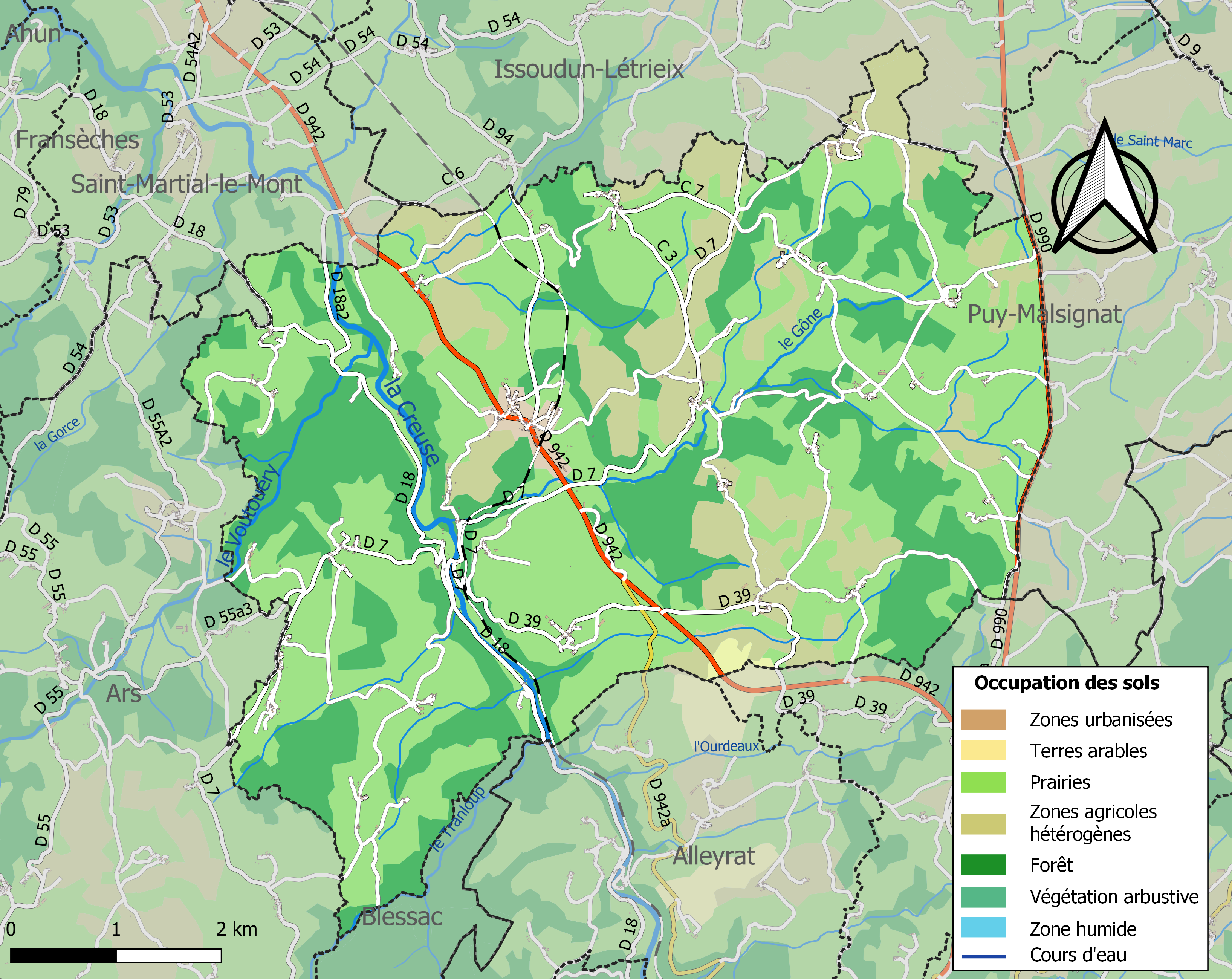
Carte des infrastructures et de l'occupation des sols de la commune en 2018 (CLC).

### Villages, hameaux et lieux-dits
Selon le dictionnaire de Pierre Valadeau édité en 1892, La Rochette était composée de plusieurs hameaux : le Bourg, Ceyvat, Chabaneix, Courcelles, du Pont, la Chave, la Chirade, la Rochemouron, la Vignole, le Puy-Mercier, Liorex, Luche, Meillard, Maneyraux, Moulin-de-la-Chave, Praredon, Puy-Livat, Satagnat et Serras.

### Transports en commun
- Réseau TransCreuse

### Risques majeurs
Le territoire de la commune de Saint-Médard-la-Rochette est vulnérable à différents aléas naturels : météorologiques (tempête, orage, neige, grand froid, canicule ou sécheresse), inondations et séisme (sismicité faible). Il est également exposé à un risque technologique, la rupture d'un barrage, et à deux risques particuliers : le risque minier et le risque de radon. Un site publié par le BRGM permet d'évaluer simplement et rapidement les risques d'un bien localisé soit par son adresse soit par le numéro de sa parcelle.

#### Risques naturels
Certaines parties du territoire communal sont susceptibles d’être affectées par le risque d’inondation par débordement de cours d'eau, notamment la Creuse et le Voutouéry. La commune a été reconnue en état de catastrophe naturelle au titre des dommages causés par les inondations et coulées de boue survenues en 1982 et 1999,.

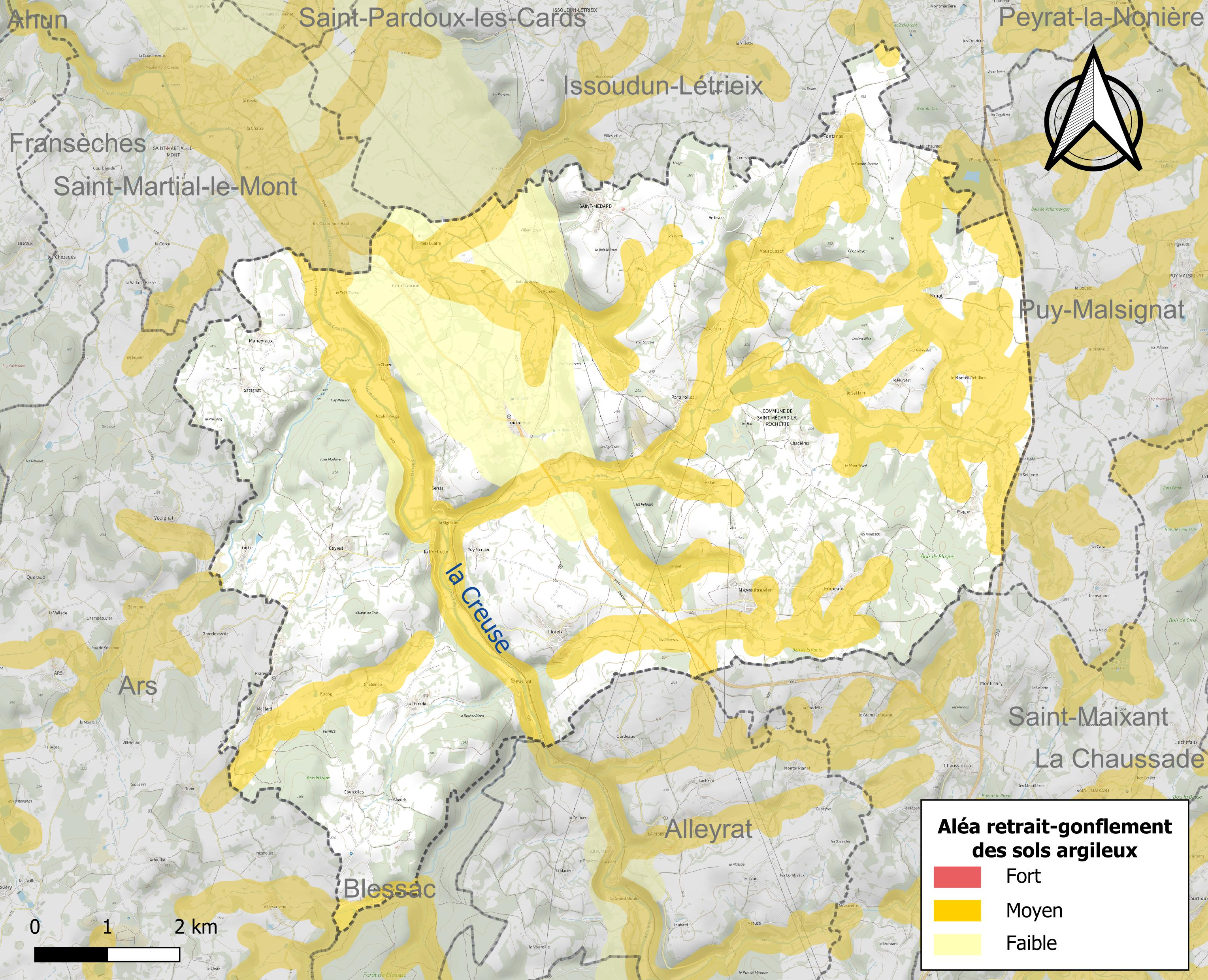
Carte des zones d'aléa retrait-gonflement des sols argileux de Saint-Médard-la-Rochette.

Le retrait-gonflement des sols argileux est susceptible d'engendrer des dommages importants aux bâtiments en cas d’alternance de périodes de sécheresse et de pluie. 33,6 % de la superficie communale est en aléa moyen ou fort (33,6 % au niveau départemental et 48,5 % au niveau national). Sur les 483 bâtiments dénombrés sur la commune en 2019, 133 sont en aléa moyen ou fort, soit 28 %, à comparer aux 25 % au niveau départemental et 54 % au niveau national. Une cartographie de l'exposition du territoire national au retrait gonflement des sols argileux est disponible sur le site du BRGM,.
Par ailleurs, afin de mieux appréhender le risque d’affaissement de terrain, l'inventaire national des cavités souterraines permet de localiser celles situées sur la commune.
Concernant les mouvements de terrains, la commune a été reconnue en état de catastrophe naturelle au titre des dommages causés par des mouvements de terrain en 1999.

#### Risques technologiques
La commune est en outre située en aval du  barrage de Confolent, un ouvrage sur la Creuse de classe A soumis à PPI, disposant d'une retenue de 4,7 millions de mètres cubes. À ce titre elle est susceptible d’être touchée par l’onde de submersion consécutive à la rupture de cet ouvrage.

#### Risques particuliers
Le bassin houiller d’Ahun a été le siège d’une exploitation de charbon pendant près de deux siècles, les travaux miniers sont définitivement arrêtés sur l’ensemble du bassin depuis 1969. Il couvre une surface d’environ 25 km2 (14 km de long pour 1 à 2 km de large). La commune, faisant partie de ce bassin, est concernée par le risque minier, principalement lié à l’évolution des cavités souterraines laissées à l’abandon et sans entretien après l’exploitation de ces mines. Un Plan de prévention des risques miniers (PPRm), introduit par la loi du 30 mars 1999 et établi par l’État, a été élaboré et approuvé le 11 mai 2012 pour les cinq communes du bassin houiller d’Ahun,.
Dans plusieurs parties du territoire national, le radon, accumulé dans certains logements ou autres locaux, peut constituer une source significative d’exposition de la population aux rayonnements ionisants. Certaines communes du département sont concernées par le risque radon à un niveau plus ou moins élevé. Selon la classification de 2018, la commune de Saint-Médard-la-Rochette est classée en zone 3, à savoir zone à potentiel radon significatif.

## Toponymie
En occitan marchois, la commune porte le nom de Sent Medard la Rochita.

## Histoire
La Rochette dépendait du prieuré de Blessac, celui-ci dépendant de la châtellenie d'Ahun - Ecclesia sancti Pardulphi de Rocheta, 1182 (Ch.du Moutier d'Ahun).
Jacquette de Saint-Marc était dame de La Rochette en 1460 lorsqu'elle épousa Louis de Saint-Julien et lui apporta cette terre. Armes : « de sable, semé de billettes d'or, au lion de même brochant ». Au XVIIe siècle, la terre de la Rochette fut saisie sur Philippe de Saint-Julien.[réf. nécessaire]
Dans les premières années de la Révolution, la commune de Saillant fusionne avec celle de Saint-Médard, puis avant 1800, celle de Puy-Malsignat en fait autant. En 1879, Puy-Malsignat reprend son indépendance.
Des houillères sont exploitées au XXe siècle.
En 1972, la commune de La Rochette fusionne avec Saint-Médard qui prend alors le nom de Saint-Médard-la-Rochette.

## Politique et administration

### Liste des maires
| Période                                  | Période      | Identité           | Étiquette | Qualité                        |
| ---------------------------------------- | ------------ | ------------------ | --------- | ------------------------------ |
| Les données manquantes sont à compléter. |              |                    |           |                                |
|                                          |              |                    |           |                                |
| mars 2001                                | 2002         | Gérard Rivière     | SE        |                                |
| février 2002                             | 2008         | Nicole Perrier     | SE        | Cadre dans la sécurité sociale |
| mars 2008                                | 2011         | Christian Devoize  | SE        | Agriculteur                    |
| 2011                                     | 2014         | Mireille Mativet   | SE        | Secrétaire de mairie           |
| mars 2014                                | juillet 2020 | Olivier Sébenne    | SE        | Médecin                        |
| juillet 2020                             | En cours     | Hervé Trimoulinard |           |                                |

## Démographie
L'évolution du nombre d'habitants est connue à travers les recensements de la population effectués dans la commune depuis 1793. Pour les communes de moins de 10 000 habitants, une enquête de recensement portant sur toute la population est réalisée tous les cinq ans, les populations de référence des années intermédiaires étant quant à elles estimées par interpolation ou extrapolation. Pour la commune, le premier recensement exhaustif entrant dans le cadre du nouveau dispositif a été réalisé en 2004.

En 2022, la commune comptait 553 habitants, en évolution de −6,59 % par rapport à 2016 (Creuse : −3,32 %, France hors Mayotte : +2,11 %).
| 1793  | 1800  | 1806  | 1821  | 1831  | 1836  | 1841  | 1846  | 1851  |
| ----- | ----- | ----- | ----- | ----- | ----- | ----- | ----- | ----- |
| 1 085 | 1 200 | 1 287 | 1 625 | 1 586 | 1 574 | 1 548 | 1 574 | 1 533 |

| 1856  | 1861  | 1866  | 1872  | 1876  | 1881  | 1886  | 1891  | 1896  |
| ----- | ----- | ----- | ----- | ----- | ----- | ----- | ----- | ----- |
| 1 510 | 1 411 | 1 539 | 1 480 | 1 725 | 1 172 | 1 189 | 1 209 | 1 249 |

| 1901  | 1906  | 1911  | 1921 | 1926 | 1931 | 1936 | 1946 | 1954 |
| ----- | ----- | ----- | ---- | ---- | ---- | ---- | ---- | ---- |
| 1 273 | 1 272 | 1 124 | 948  | 884  | 854  | 798  | 797  | 708  |

| 1962 | 1968 | 1975 | 1982 | 1990 | 1999 | 2004 | 2006 | 2009 |
| ---- | ---- | ---- | ---- | ---- | ---- | ---- | ---- | ---- |
| 654  | 606  | 781  | 691  | 626  | 608  | 588  | 577  | 573  |

| 2014 | 2019 | 2022 | - | - | - | - | - | - |
| ---- | ---- | ---- | - | - | - | - | - | - |
| 584  | 566  | 553  | - | - | - | - | - | - |

## Culture locale et patrimoine

### Lieux et monuments
- L'église Saint-Médard, d'époque romane, est inscrite au titre des monuments historiques en 1969[31].
- Église Saint-Pardoux de la Rochette[32].
- Chapelle Saint-Antoine de Ceyvat[33].

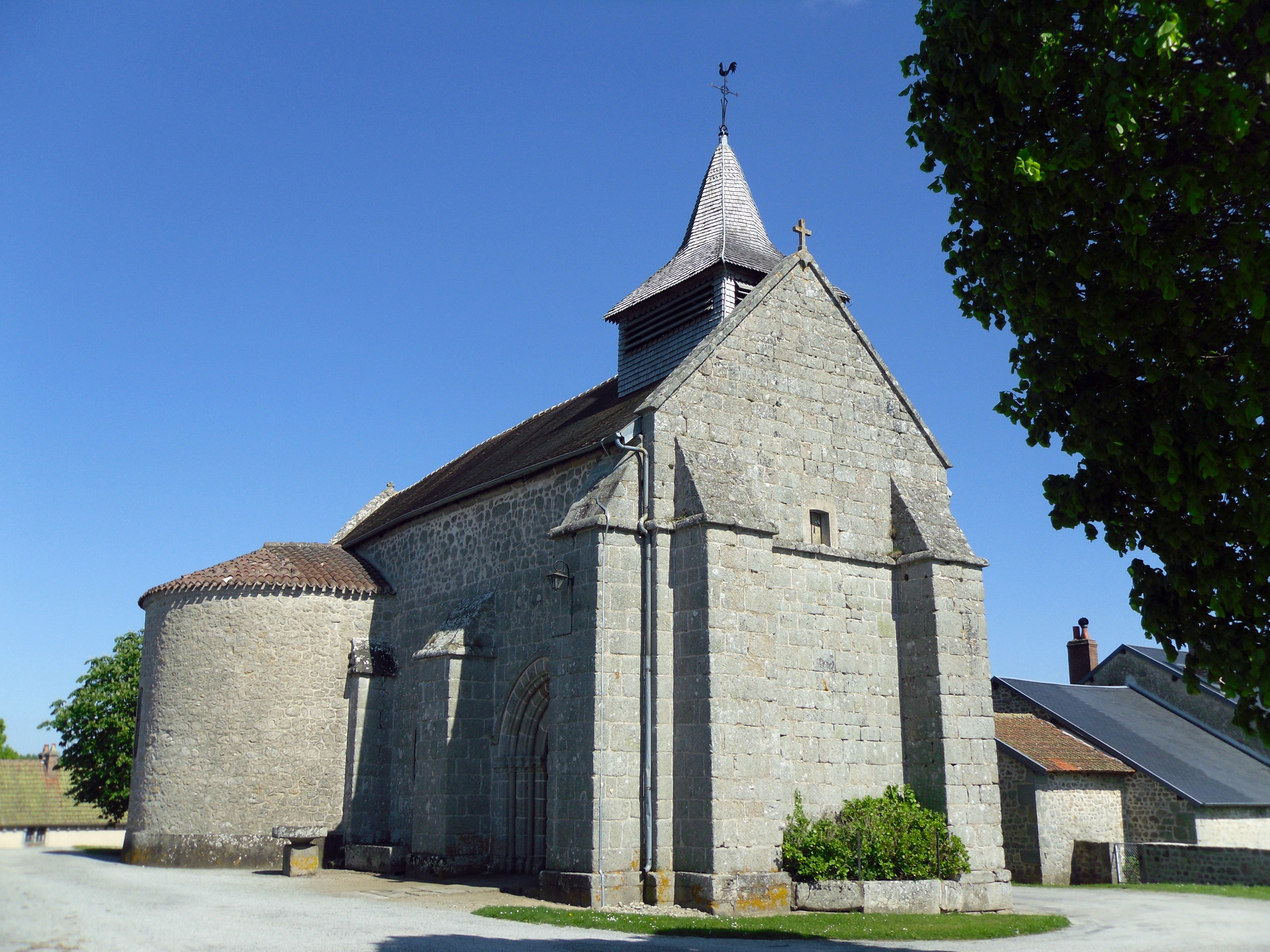
L'église Saint-Médard.
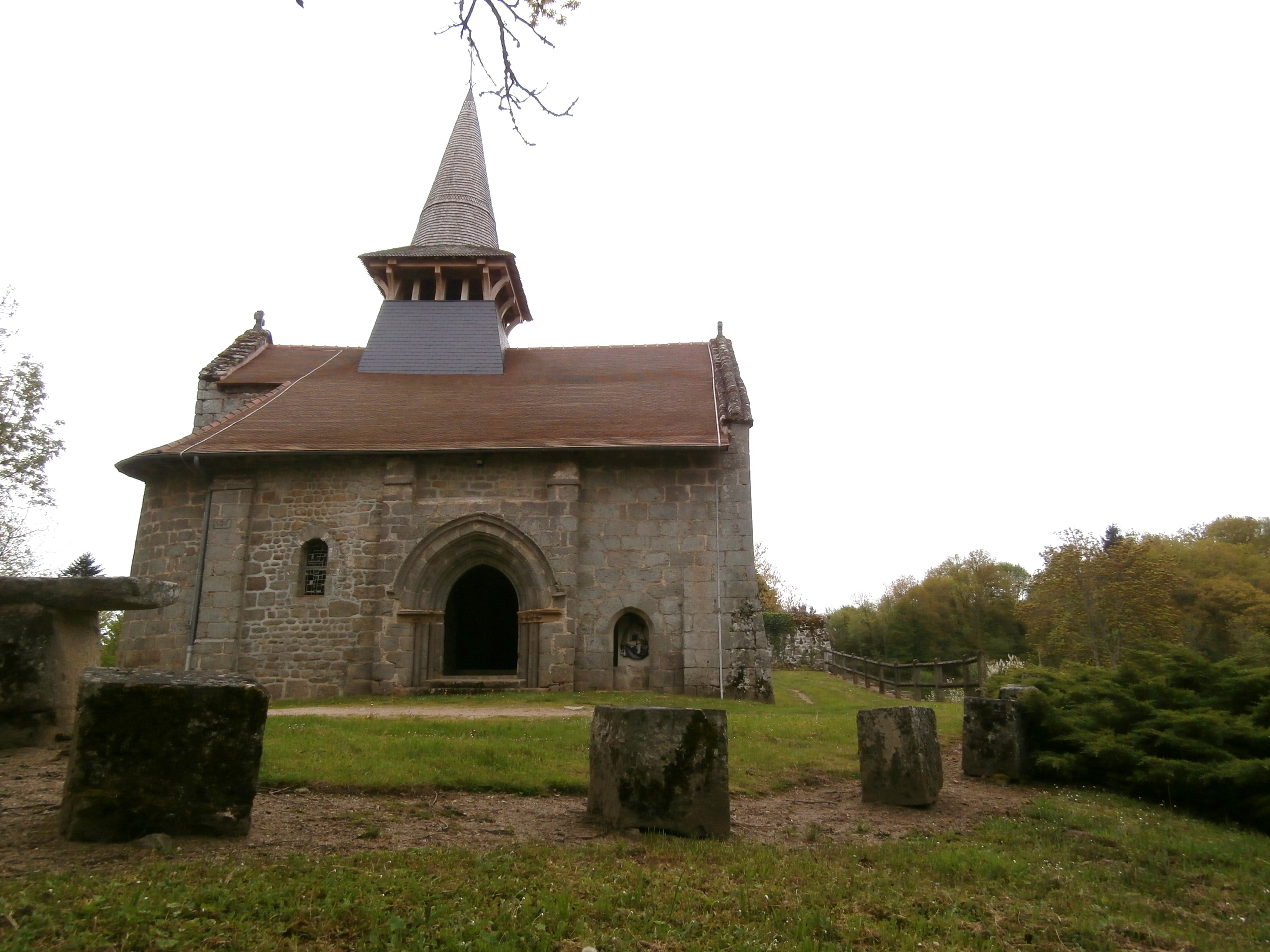
L'église Saint-Pardoux de la Rochette.
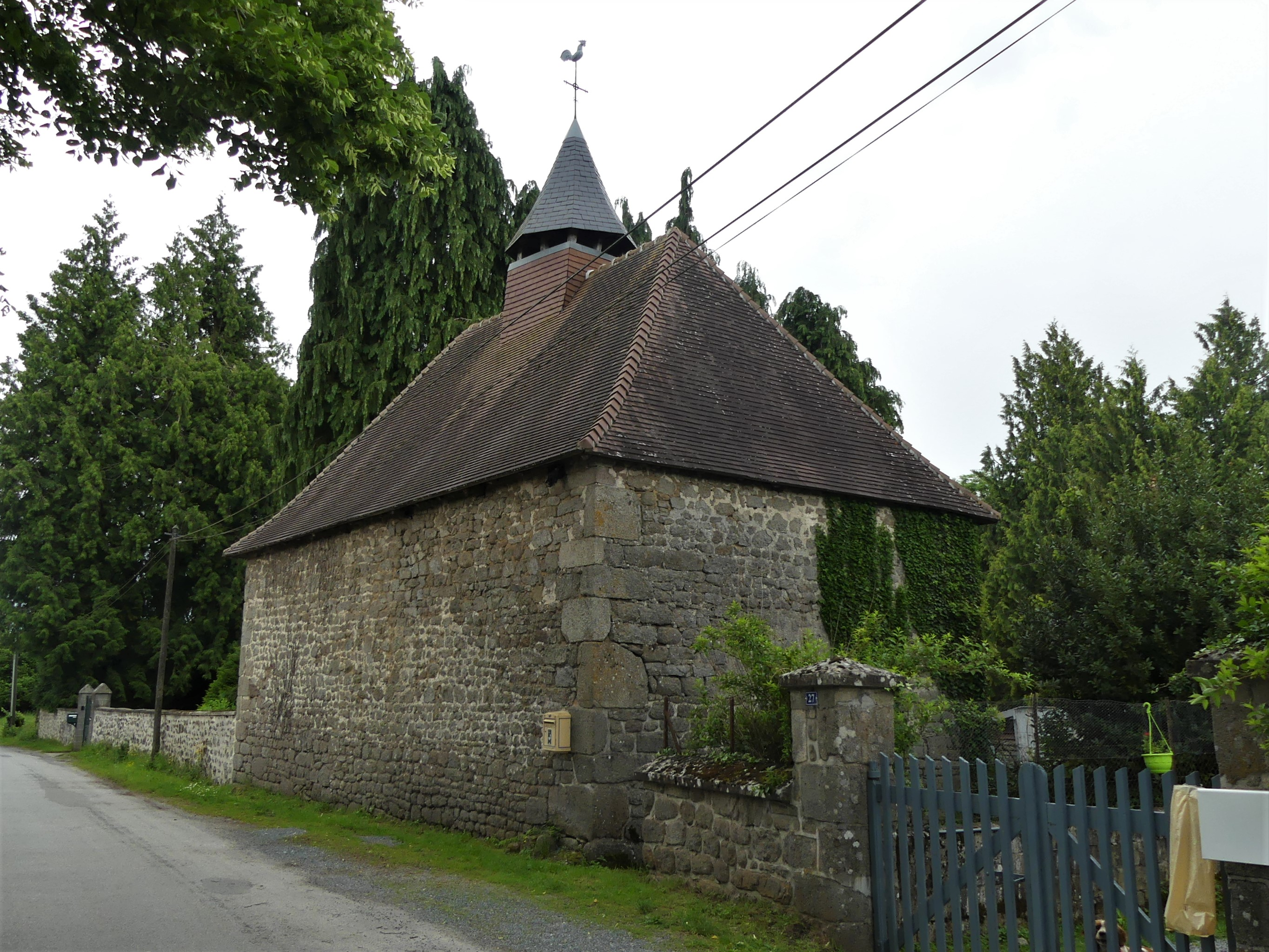
La chapelle Saint-Antoine de Ceyvat.

### Personnalités liées à la commune
- Maurice Favone (1906-1941), né à Saint-Médard, est un historien français, auteur de nombreux articles et ouvrages sur l'histoire de la Creuse.
- Jacoba Haas (1946-2018), peintre hollandaise ayant vécu sur la commune.